# Giuseppe Fortunato (1953)
Giuseppe Mario Albino Fortunato (Torino, 26 ottobre 1953) è un politico italiano.

## Biografia
Esponente della Democrazia Cristiana, venne eletto alla Camera dei Deputati nel 1992, nella XI legislatura, rimanendo in carica fino al 1994.